# Jaume Lladó Lumbera
Jaume Lladó Lumbera, (Barcelona, 16 d'agost de 1916 - 16 d'abril del 2001) fou un jugador d'escacs català, campió de Catalunya i d'Espanya.
Va començar a jugar amb només 16 anys, al club Jake Doble, i amb 18 anys fou campió de Catalunya de 2a categoria. Posteriorment va militar al Club d'escacs Ruy López, al Club d'escacs Espanyol, al Círcol Catòlic de Badalona, i al GE SEAT.
Lladó fou un dels més destacats jugadors catalans dels anys 1950 i 1960. Va guanyar cinc cops el Campionat de Catalunya d'escacs, els anys 1951, 1952, 1955, 1956, i 1967, i en fou tres cops subcampió, els anys 1959, 1961, i 1966. Va guanyar el Campionat d'Espanya d'escacs dos cops, el 1956 a Barcelona (superant el GM Artur Pomar), i el 1961 a Granada (superant el català Pere Puig i Pulido).
El 8 de desembre de 1935 José Raúl Capablanca jugà deu simultànies amb control de temps al Club d'Escacs Barcelona (amb el resultat de +9, =0, -1) i Lladó fou un dels perdedors. El 1951 fou 7è al torneig de Madrid (el campió fou Lodewijk Prins). El 1957 va guanyar el torneig internacional d'Almería, i va tenir un gran èxit en la seva participació en el Torneig Zonal de Dublín, on hi empatà als llocs 6è a 8è (al torneig hi participaven 18 GMs; el campió fou Ludek Pachman). Va participar també al Zonal de Torremolinos 1962, i al d'Enschede 1963.
Va representar Espanya en una Olimpíada d'escacs l'any 1958 a Múnic, en dos Campionats d'Europa per equips, el 1961 i el 1970, i en tres edicions de la Copa Clare Benedict, els anys 1958, 1959, i 1963.
| Any  | Olimpíada      | Ciutat | Tauler     | Guanyades | Taules | Perdudes | Punts | %     | Class.Equip |
| ---- | -------------- | ------ | ---------- | --------- | ------ | -------- | ----- | ----- | ----------- |
| 1958 | XIII Olimpíada | Múnic  | 2n suplent | 1         | 2      | 3        | 2     | 33,3% | 9è (de 36)  |